# Basmorfem
Basmorfem eller rotmorfem är den centrala betydelsebärande delen av ett ord. 
Exempel: oätliga som kan delas upp i morfem så här: o-ät-lig-a. Basmorfemet i ordet är orddelen ät, och de andra orddelarna - prefixet o, suffixet lig, och pluraländelsen a i ordet, är vanliga morfem, som inte har en egen självständig betydelse utan bara modifierar betydelsen av basmorfemet.
Ett besläktat begrepp som basmorfem kan sammanblandas med är ordstam. Ett basmorfem är den centrala betydelsebärande delen av ett ord. Ordstammen innehåller alltid ett basmorfem, men kan även innehålla ett eller flera avledningsmorfem. I exemplet oätliga ovan är ordstammen oätlig.